# Le Petit Chaperon rouge (film, 1962)
Pour les articles homonymes, voir Le Petit Chaperon rouge (homonymie).
Pour plus de détails, voir Fiche technique et Distribution.
Le Petit Chaperon rouge (Rotkäppchen) est un film est-allemand réalisé par Götz Friedrich, sorti en 1962.
Après le succès de Blanche-Neige un an plus tôt, la DEFA décide de produire un autre conte très connu des frères Grimm. Le Petit Chaperon rouge réunit 5 769 400 spectateurs dans les salles et se hisse à la 13e place du box-office de la RDA.
Au-delà du conte initial des frères Grimm, le film est basé sur une pièce de théâtre russe d'Evgueni Schwarz datant de 1936, qui incorpore au récit initial un message antifasciste sur l'importance de la solidarité.

## Fiche technique
- Titre original : Rotkäppchen
- Titre français : Le Petit Chaperon rouge[2]
- Réalisateur : Götz Friedrich
- Scénario : Hans Rodenberg (de)
- Photographie : Helmut Bergmann (de)
- Montage : Christel Röhl
- Musique : Gerhard Wohlgemuth (de)
- Sociétés de production : Deutsche Film AG
- Pays de production :  Allemagne de l'Est
- Langue de tournage : allemand
- Format : Couleur Agfa Wolfen - 1,37:1 - Son mono - 35 mm
- Durée : 72 minutes (1h12)
- Genre : Conte merveilleux
- Dates de sortie :
  - Allemagne de l'Est : 13 juillet 1962

## Distribution
- Blanche Kommerell (de) : le Petit Chaperon rouge
- Horst Kube : le père
- Helga Raumer (de) : la mère
- Friedel Nowack (de) : la grand-mère
- Jochen Bley (de) : le lapin
- Ernst-Georg Schwill (de) : l'ours
- Werner Dissel (de) : le loup
- Harald Engelmann (de) : le renard
- Waltraud Lohrmann (de) (voix) : la narratrice